# La Salud, Oaxaca
La Salud är en ort i Mexiko.   Den ligger i kommunen San Simón Zahuatlán och delstaten Oaxaca, i den sydöstra delen av landet, 210 km sydost om huvudstaden Mexico City. La Salud ligger 1 782 meter över havet och antalet invånare är 178.
Terrängen runt La Salud är kuperad. Runt La Salud är det glesbefolkat, med 18 invånare per kvadratkilometer. Närmaste större samhälle är Mariscala de Juárez, 15,6 km väster om La Salud. I omgivningarna runt La Salud växer huvudsakligen savannskog.